# Nikołaj Diatłow
Nikołaj Aleksiejewicz Diatłow (ros. Николай Алексеевич Дятлов, ur. 1901 we wsi Korobczejewo w. Kołomienskoje w guberni moskiewskiej, zm. w maju 1979 w Kijowie) – funkcjonariusz radzieckich służb specjalnych, wiceminister spraw wewnętrznych Ukraińskiej SRR (1950-1951).

## Życiorys
Początkowo uczeń ślusarza, ślusarz i wyrobnik w fabryce w Kołomnie, od sierpnia 1918 do marca 1920 funkcjonariusz milicji kolejowej. Od marca 1920 do 27 grudnia 1922 żołnierz Armii Czerwonej, od lutego 1923 milicjant w Kołomnie, 1924-1929 inspektor miejskiej milicji w Kijowie, od sierpnia 1929 do lutego 1932 szef policji sądowej miejskiej milicji w Kijowie. Od lutego 1932 do września 1935 szef inspekcji specjalnej Zarządu Milicji Robotniczo-Chłopskiej Oddziału GPU/Zarządu NKWD obwodu kijowskiego, od września 1935 do 1 sierpnia 1937 szef Inspekcji Specjalnej Głównego Zarządu Milicji Robotniczo-Chłopskiej (GURKM) NKWD Ukraińskiej SRR, od 8 sierpnia 1936 kapitan milicji. Od 1 sierpnia 1937 do 28 marca 1941 szef Zarządu Milicji Robotniczo-Chłopskiej i zastępca szefa Zarządu NKWD obwodu dniepropetrowskiego, major milicji, od 28 marca do czerwca 1941 szef Zarządu NKWD obwodu dniepropetrowskiego, w czerwcu-lipcu 1941 szef Zarządu NKWD obwodu lwowskiego. Od czerwca 1941 do sierpnia 1942 naczelnik grupy operacyjnej milicji NKWD w miejscowości Miełowoje w obwodzie woroszyłowgradzkim (obecnie obwód ługański), od września do grudnia 1942 w rezerwie Głównego Zarządu Milicji NKWD ZSRR, od stycznia do sierpnia 1943 stał na czele grupy operacyjnej NKWD Ukraińskiej SRR w Zagłębiu Donieckim, 4 marca 1943 mianowany pułkownikiem milicji. Od 21 października 1943 do 6 kwietnia 1948 zastępca ludowego komisarza/ministra spraw wewnętrznych Ukraińskiej SRR ds. milicji, 2 stycznia 1944 awansowany na komisarza milicji 3 rangi, a 12 stycznia 1942 komisarza milicji 2 rangi, od 6 kwietnia 1948 do 28 września 1950 zastępca ministra spraw wewnętrznych Ukraińskiej SRR ds. zagadnień nieoperacyjnych. Od 28 września 1950 do 1951 wiceminister spraw wewnętrznych Ukraińskiej SRR, od 1951 do 22 maja 1952 szef Wydziału Poprawczych Obozów Pracy i zastępca ministra spraw wewnętrznych Ukraińskiej SRR, od 22 maja 1952 do 6 stycznia 1953 zastępca ministra spraw wewnętrznych Ukraińskiej SRR, od 6 stycznia do 28 marca 1953 szef Zarządu Służby Lokalnej Obrony Powietrznej i zastępca ministra spraw wewnętrznych Ukraińskiej SRR, od 28 marca 1953 do 13 września 1954 szef zarządu milicji i zastępca ministra spraw wewnętrznych Ukraińskiej SRR, następnie zwolniony.

## Odznaczenia
- Order Lenina (21 lutego 1945)
- Order Czerwonego Sztandaru (trzykrotnie - 20 września 1943, 15 stycznia 1945 i 30 stycznia 1951)
- Order Bohdana Chmielnickiego II klasy (20 października 1944)
- Order Wojny Ojczyźnianej I klasy (dwukrotnie - 10 kwietnia 1945 i 29 października 1948)
- Order Czerwonej Gwiazdy (13 listopada 1937)
- Order „Znak Honoru” (23 stycznia 1948)
- Odznaka "Zasłużony Funkcjonariusz NKWD" (18 lutego 1946)

I 9 medali.